# ترو واریورانتا
ترو واریورانتا (انگلیسی: Tero Varjoranta)؛ (زاده: ۱۵ ژانویه ۱۹۵۷) یک دیپلمات فنلاندی است که از اکتبر ۲۰۱۳ معاون مدیر کل آژانس بین‌المللی انرژی اتمی و رئیس بخش بازرسی و نظارت این آژانس بود.
وی در تاریخ ۱۱ مه ۲۰۱۸ به‌طور ناگهانی از این سمت استعفا داد.

## زندگی‌نامه
ترو واریورانتا در ۱۵ ژانویه ۱۹۵۷ در فنلاند متولد شد. وی دانش‌آموخته رشته فیزیک از دانشگاه هلسینکی است.

## فعالیت‌ها
ترو واریورانتا چندین سال مدیر سازمان بازیافت و ایمنی هسته‌ای فنلاند بوده‌است. او بیش از سی سال تجربه در زمینه انرژی اتمی دارد.
وی از اکتبر ۲۰۱۳ تا ۱۱ مه ۲۰۱۸ معاون مدیرکل آژانس بین‌المللی انرژی اتمی و مدیر بازرسان آژانس بین‌المللی انرژی اتمی بود، که پای‌بندی کشورها به مفاد پیمان‌نامه منع گسترش سلاح‌های هسته‌ای را راستی‌آزمایی می‌کند.
واریورانتا در سال‌های اخیر به عنوان مدیر بازرسان آژانس بین‌المللی انرژی اتمی، چندین بار به ایران سفر کرده بود. وی دو ماه بعد از امضای برجام، در بازدید یوکیا آمانو، مدیرکل آژانس بین‌المللی انرژی اتمی از منطقه پارچین در ۲۹ شهریور ۱۳۹۴ (سپتامبر ۲۰۱۵) شرکت داشت. در این سفر گروه بازرسان آژانس انرژی اتمی از منطقه پارچین نمونه‎برداری کردند تا نتیجه آزمایش‌ها را اعلام کنند.

## استعفا
سخنگوی آژانس بین‌المللی انرژی اتمی گفت: «آقای ترو واریورانتا از روز ۱۱ مه (برابر با ۲۱ اردیبهشت) استعفا کرده‌است». این سخنگو گفت، مدیرکل آژانس اتمی دربارهٔ دلیل استعفای واریورانتا اظهار نظری نکرده و آن را محرمانه دانست.
خبرگزاری رویتر گفت: «خروج تیرو واریورانتا در شرایط حساسی است که ۳ روز قبل از این آمریکا اعلام کرد از توافق اتمی قدرتهای جهان با ایران خارج می‌شود.»

## جایگزینی
مدیر کل آژانس در ۱۱ مه ۲۰۱۸ پس از استعفای ترو واریورانتا، ماسیمو آپارو (Massimo Aparo) مدیر موقت و سرپرست گروه بخش نظارت بر ایران را به عنوان جانشین موقت وی به این سمت منصوب کرد. آپارو از اول مارس ۲۰۱۶ ریاست تیم ایران در این بخش بود.
سخنگوی آژانس بین‌المللی انرژی اتمی گفت: یوکیو آمانو مدیرکل آژانس در نظر دارد هرچه زودتر یک جایگزین دائم برای این سمت، تعیین کند.